# Фогу (вулкан)

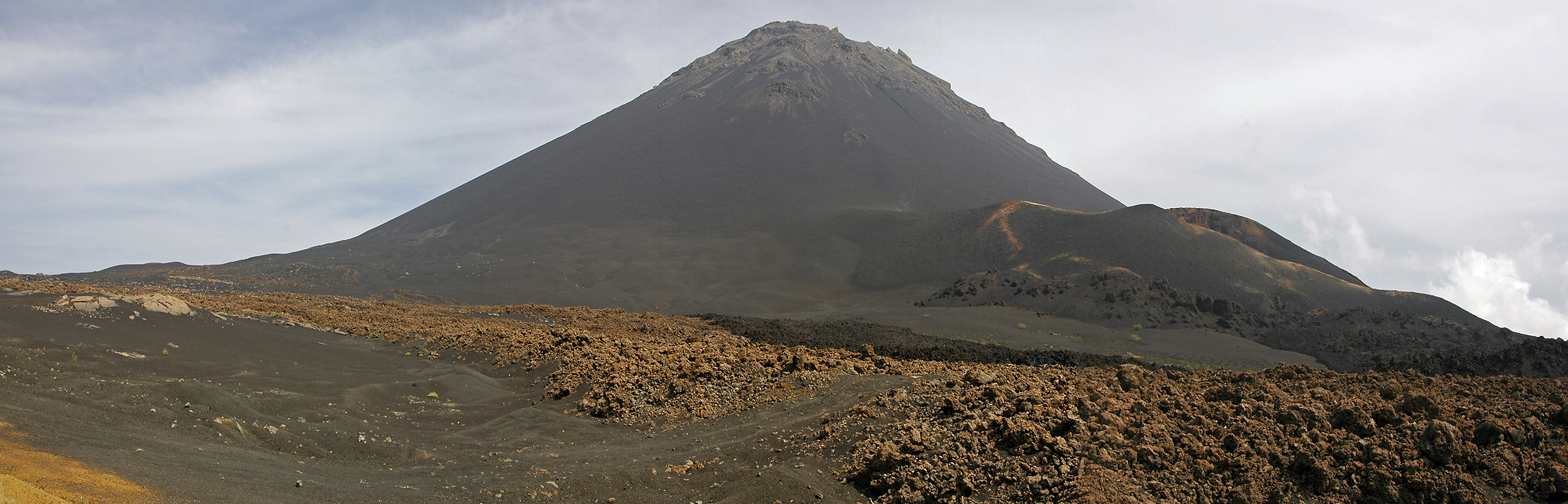
Пик Фогу

Фогу (порт. Pico do Fogo) — действующий вулкан, расположенный на одноимённом острове в Кабо-Верде. Находится на территории природного парка Фогу.
Высота над уровнем моря составляет 2829 метров. Является высшей точкой государства Кабо-Верде. 
Постоянная вулканическая активность Фогу вынуждала людей, проживающих на острове, искать убежища на острове Брава, который находится всего в 20 км от острова Фогу. Извержение 1680 года заставило многих покинуть остров и поселиться на Брава. Затем последовали извержения 1785, 1799, 1847, 1852, 1857, 1951 и 1995 годов.
Последнее извержение произошло 23 ноября 2014 года. В результате него было принято решение закрыть аэропорт и эвакуировать местных жителей.
В 2015 году учёные, проводящие раскопки на острове Сантьягу, предположили, что он подвергся удару мегацунами ок. 73 тыс. лет назад, которое было вызвано взрывным извержением вулкана Фогу. Извержение вулкана привело к выбросу 160 км³ горных пород и обрушению его восточных стенок. Мощности волне добавило обрушение стенок вулкана. По общим подсчётам ученых, высота волны составила 170 метров, что больше, чем при мегацунами в заливе Литуйя на Аляске 1958 года, когда от оползня возникло цунами достигла высотой 150 м и волна, пройдя залив, пошла вверх по склону и за счёт высокой скорости поднялась до высоты 525 метров.